# Mała Klonia (województwo kujawsko-pomorskie)
Mała Klonia – wieś w Polsce, położona w województwie kujawsko-pomorskim, w powiecie tucholskim, w gminie Gostycyn.
W latach 1975–1998 miejscowość administracyjnie należała do województwa bydgoskiego. Według Narodowego Spisu Powszechnego (III 2011 r.) liczyła 339 mieszkańców. Jest szóstą co do wielkości miejscowością gminy Gostycyn.